# Thomas Mohr
Thomas Mark Friedrich Mohr (né le 24 mai 1966 à Francfort-sur-le-Main en Hesse) est un joueur professionnel allemand de football, devenu ensuite entraîneur.
Il est le Préparateur Physique du club libyen de l'Al-Ittihad Tripoli.

## Biographie

### Carrière de joueur
Thomas Mohr est repéré à Francfort lors d'un match de championnat scolaire par un recruteur du club de BSC SW 1919 Frankfurt qu'il intègre à l'age de 6 ans. A l'age de 14 ans, il participe à son premier match professionnel sous les couleurs de son club formateur.
À l'age de 19 ans, après avoir évolué plusieurs années au niveau professionnel, une blessure au genou le force à arrêter subitement sa carrière de joueur de football professionnel.

### Carrière d'entraîneur
Fraichement arrivé dans le monde professionnel, Thomas Mohr décide de se lancer dans le milieu sportif en ouvrant une salle de sport destinée aux sportifs de haut niveau dans la ville d'Obertshausen en 1989 qui sera la plus prisée et la plus utilisée par les sportifs originaires de la région de Hesse. Elle est vendue en 1997.
De 1997 à 2000, il est engagé par le centre de rééducation allemand Schäfer Reha Offenbach en qualité de préparateur physique spécialisé dans la rééducation de joueurs de football blessés ou en phase de rééducation. Il travaille avec des entraineurs de renom comme Valeri Lobanovski, Reinhold Fanz ou Felix Magath.
En 2000, la Fédération tunisienne de football le recrute en tant que directeur de la Préparation Physique de l'ensemble des équipes nationales de la Tunisie. Il quitte ses fonctions en 2001 pour rejoindre un club professionnel tunisien.

### Vie personnelle
Thomas Mohr parle couramment l'allemand, le français, l'anglais et l'arabe.

### Polémique
Le 27 mars 2017, dans un entretien avec le journal allemand Das Bild, il critique ouvertement l'ensemble des techniciens du championnat allemand pour leur faible connaissance en préparation physique. Cet article lui vaut de vives réactions jusqu'aux plus hautes instances de la Fédération allemande de football.

## Carrière

### Clubs en tant que joueur
- 1972–1980 :  BSC SW 1919 Frankfurt
- 1980–1981 :  BSC SW 1919 Frankfurt
- 1981–1982 :  BSC Offenbach
- 1982–1983 :  VFB Offenbach
- 1983–1985 :  Eintracht Frankfurt

### Clubs en tant qu'entraîneur
- 2001–2002 :  Union Sportive Monastiérienne (Préparateur Physique)
- 2003–2004 :  Club Olympique de Casablanca (Préparateur Physique)
- 2004-2005 :  Qatar SC (Préparateur Physique)
- 2006-2007 :  Gyeongnam FC (Préparateur Physique)
- 2007–2008 :  Dubai CSC (Préparateur Physique)
- 2008–2009 :  Lombard Pápa (Préparateur Physique)
- 2009–2010 :  CS Hammam-Lif (Préparateur Physique et Entraineur adjoint)[3],[4],[5]
- 2010–2011 :  CA Bizertin (Préparateur Physique et Entraineur adjoint)
- 2011–2013 :  AS Marsa (Préparateur Physique et Entraineur adjoint)
- 2013–2014 :  Kalba Union (Préparateur Physique)
- 2014-2015 :  Szeged 2011 FC (Préparateur Physique)
- 2015–2016 :  Ankaraspor Kulübuü (Préparateur Physique)
- 2016–2017 :  Yanbian Funde (Préparateur Physique)
- 2017–2019 :  Club sportif de Hammam Lif (Préparateur Physique et entraineur adjoint)
- 2019–2020 :  Club sportif sfaxien (Préparateur Physique et entraineur adjoint)
- 2020-2021 :  Al Merreikh Omdurman (Préparateur Physique et Directeur Sportif)
- 2021-2022 :  Al Ahly Benghazi SC (Entraineur adjoint et préparateur physique)
- 2022-2023 :  Étoile Sportive du Sahel (directeur général de la Préparation physique)
- 2023- :  Al-Ittihad Tripoli (Préparateur physique)